# Jack Kramer

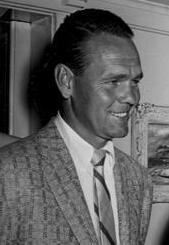
Jack Kramer

John Albert "Jack" Kramer, född 1 augusti 1921 i Las Vegas, Nevada, död 12 september 2009 i Los Angeles, Kalifornien, var en amerikansk tennisspelare. Han var en av de främsta spelarna genom tiderna och blev i en omröstning bland tennisjournalister som hölls 1969 utvald som världens femte bäste manlige tennisspelaren någonsin.
Under sin tid som amatörspelare vann han 1946 och 1947 tre Grand Slam-titlar i singel. Under perioden 1940-47 vann han också sju GS-titlar i dubbel och mixed dubbel. Efter sin aktiva tenniskarriär verkade han som tennispromotor. Kramer avled i cancer den 12 september 2009 . 
Jack Kramer upptogs 1968 i International Tennis Hall of Fame.

## Tenniskarriären
Sin första GS-titel i singel vann Kramer i Amerikanska mästerskapen genom finalseger över landsmannen Tom Brown (9-7, 6-3, 6-0). Han försvarade sin titel framgångsrikt säsongen därpå, då han i mästerskapsfinalen besegrade landsmannen och tidigare tvåfaldige singelmästaren Frank Parker med siffrorna 4-6, 2-6, 6-1, 6-0, 6-3. Tidigare på sommaren samma säsong vann Kramer också singeltiteln i Wimbledonmästerskapen genom finalseger över Tom Brown (6-1, 6-3, 6-2). Dubbeltitlarna vann han tillsammans med Ted Schroeder, Frank Parker och Tom Brown. 
År 1939 deltog Kramer tillsammans med landsmannen Joe Hunt i det amerikanska Davis Cup-laget som dubbelspelare. De två blev därmed det dittills yngsta paret i DC-historien. Mötet gällde Challenge Round mot Australien. Kramer/Hunt förlorade dock dubbelmatchen mot Australiens John Bromwich/Adrian Quist, och slutligen vann australiensarna Cup-titeln med 3-2 i matcher. Jack Kramer deltog i två segrande DC-lag åren 1946 och -47.

## Proffskarriären
Hösten 1947, när Kramer stod på toppen av sin amatörkarriär med aktuella segrar i både Wimbledonmästerskapen och Amerikanska mästerskapen, övergick han till Jack Harris proffscirkus. Under sitt första år som professionell spelare mötte han Bobby Riggs i en serie matcher på olika orter i USA. Kramer segrade med 69-20 i matcher. Som ny "proffskung" utmanades Kramer därefter själv av Pancho Gonzales. Kramer besegrade även denne (96-27 i antal vunna matcher). Kramer satte 1954 punkt för sin aktiva tenniskarriär genom att i man mot man-turnering mot Frank Sedgman besegra denne med 54-41.

## Spelaren och promotorn
Som spelare hade Kramer en mycket svårreturnerad explosiv serve som han ofta följde upp med nätattacker och volleyspel. Han hade också djupa hårda forehanddrives. I likhet med senare Lew Hoad blev Kramer tvungen att ge upp tävlingstennis på grund av ryggbesvär.
Mot slutet av sin aktiva tenniskarriär blev Kramer 1952 tennispromotor. Bland spelare som tecknade kontrakt med honom fanns Frank Sedgman, Ken McGregor, Tony Trabert, Ken Rosewall, Lew Hoad, Ashley Cooper och Malcolm Anderson. Han erbjöd också de båda svenska spelarna Sven Davidson som Jan-Erik Lundqvist proffskontrakt 1960, men båda tackade nej. Från 1960 ägnade sig Kramer huvudsakligen åt att kommentera tennis i skrift och inom televisionen. Han återkom till "tennisarenan" 1972 som en av initiativtagarna till och ledare för den professionella spelarorganisationen ATP. 
Tennisens Open Era inleddes 1968 och innebar att såväl proffs som amatörer var välkomna att delta i Grand Slam-turneringarna, trots initialt motstånd från the International Lawn Tennis Federation (ILTF). Vid den tiden blev den nyinrättade och ekonomiskt starka "World Championship Tennis" (WCT)-organisationen alltmer dominerande som organisatör av professionella tennisturneringar världen över. WCT utgjorde därvid ett reellt hot mot ILTF som riskerade att marginaliseras. ILTF vände sig i den situationen till Kramer för att få råd. Denne ansåg att ILTF borde ta initiativet och föreslog att organisationen skulle inrätta sponsrade "Grand-Prix"-turneringar med stora vinstpengar till spelarna. Detta skedde också och systemet blev mycket lyckat. ITLF:s turneringsverksamhet kom att utgöra grunden för tennisens Master-turnering, som spelades första gången i december 1970 som en cup-turnering för de vid årsslutet åtta högst rankade spelarna (för en historik, se Tennis Masters Cup). Bland firmor som sponsrade turneringarna fanns Pepsi-Cola inc. och Colgate-Palmolive. Från 1990 har ATP-touren tagit över såväl Grand-Prix som de av WCT anordnade turneringarna.

## Grand Slam-finaler, singel (4)

### Titlar (3)
| År   | Mästerskap                   | Finalmotståndare | Setsiffror              |
| ---- | ---------------------------- | ---------------- | ----------------------- |
| 1946 | Amerikanska mästerskapen     | Tom Brown        | 9–7, 6–3, 6–0           |
| 1947 | Wimbledonmästerskapen        | Tom Brown        | 6–1, 6–3, 6–2           |
| 1947 | Amerikanska mästerskapen (2) | Frank Parker     | 4–6, 2–6, 6–1, 6–0, 6–3 |

### Finalförluster (1)
| År   | Mästerskap               | Finalmotståndare | Setsiffror          |
| ---- | ------------------------ | ---------------- | ------------------- |
| 1943 | Amerikanska mästerskapen | Joe Hunt         | 6–3, 6–8, 10-8, 6–0 |

## Övriga Grand Slam-titlar
- Wimbledonmästerskapen
  - Dubbel - 1946, 1947
- Amerikanska mästerskapen
  - Dubbel - 1940, 1941, 1943, 1947
  - Mixed dubbel - 1941

## Titlar iProfessionella tennismästerskap
- US Pro - 1948
- Wembley World Pro - 1949